# Bar-sur-Aube
Bar-sur-Aube é uma comuna francesa localizada no Departamento de Aube e na região de Grande Leste.